# 毕德门
基·丹森·皮特曼 （英語：Key Denson Pittman，1872年9月19日—1940年11月10日），通称毕德门，是美国民主党籍内华达州联邦参议员，曾任美國參議院署理議長和美国参议院外交委员会委员长。

## 生平

### 早年经历
毕德门于1873年9月12日出生在密西西比州的维克斯堡。毕德门的家庭一共4口，父亲威廉·邦克·皮特曼，母亲凯瑟琳·基·皮特曼，还有一个弟弟维尔，维尔在后来担任内华达州州长。毕德门小时候在家接受家教，大学在田纳西州克拉克斯维尔的西南长老会大学攻读法律，并在后来成为了一名律师。1897年，毕德门投身克朗代克淘金热，一直在金矿中工作到1901年。随后，毕德门搬家到内华达州的托诺帕继续做律师，并且代表内华达州参加圣路易斯博览会、路易斯和克拉克百年紀念博覽會和全国灌溉大会。

### 政治生涯

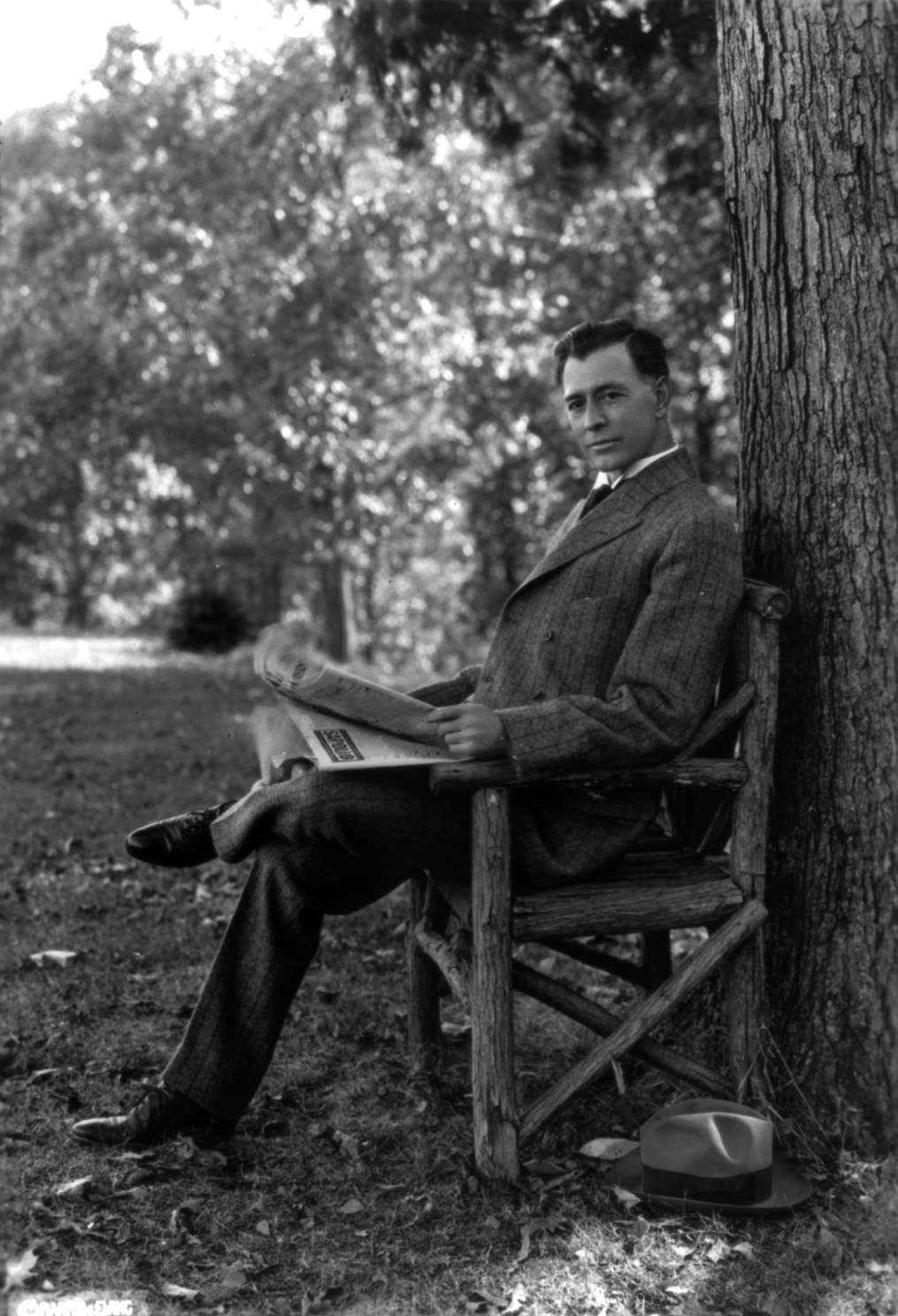
1918年存照

1910年，毕德门成功在第一次参议员选举中失利。1913年内华达州参议员乔治·S·尼克松在任内去世后，毕德门代表民主党赢得补选议席，并一直担任该选区参议员直到1940年去世。在1933年罗斯福当选美国总统后，毕德门出任美国参议院外交委员会主席和美國參議院署理議長，兼任参议院领地委员会和工业展览委员会委员。

### 去世与遗产
关于毕德门的死，有一个广为流传的谣言：毕德门在他他人生中最后一次选举之前就已经去世，但当时的民主党州长选择将其尸体冷藏，直到毕德门当选后，州长才宣布死讯，并委任了替补人选。事实上，毕德门在1940年11月5日选举当日突发心脏病，医生告诉助理毕德门可能命不久矣，然而为了避免影响选举，民主党告诉媒体毕德门只是因为虚脱住院，情况并不是很严重。结果，毕德门在1940年11月10日在内华达州的雷诺去世。
美国法律中许多法案以毕德门的名字命名，譬如1918年的毕德门法案和1937年的毕德门–罗伯逊联邦野生动物保护区救济法。1941年毕德门的遗孀将丈夫的文献全部捐献国会图书馆，但在1942年改主意收回捐献，直到1954年其家人才重新捐给国会图书馆。

## 引用
1. ↑  . National Governors Association.   [October 6, 2012]. （原始内容存档于2012-12-02）.
2. ↑  Nevada Yesterdays. . KNPR (Las Vegas, NV).   [September 28, 2020]. （原始内容存档于2020-11-10）.
3. ↑  Rocha, Guy; Myers, Dennis. . Sierra Sage. State Library and Archives, Department of Administration, State of Nevada. May 2003  [October 3, 2013]. （原始内容存档于October 4, 2013）.
4. ↑  Brand, Katherine, , Washington, D.C.: Manuscript Division, Library of Congress, 2011

## 延伸阅读
- Cole, Wayne S. . Mississippi Valley Historical Review (Organization of American Historians). March 1960, 46 (4): 644–662. JSTOR 1886281. doi:10.2307/1886281.
- Glad, Betty. . New York: Columbia University Press. 1986. ISBN 0-231-06112-9.
- Israel, Fred L. . Pacific Historical Review (University of California Press). November 1961, 40 (4): 359–380. JSTOR 3636423. doi:10.2307/3636423.
- Israel, Fred L. . Lincoln, Nebr.: University of Nebraska Press. 1963.